# جرجس سيريمي
جرجس سيريمي (بالمجرية: جرجس سيريمي) (باللاتينية: Georgius Sirmiensis) (حوالي 1490م– بعد 1548م)،  مؤرخ مجري، وكان قسيسًا يخدم في بلاط لويس الثاني ملك المجر، ثم خدم فيما بعد في بلاط يوحنا زاپولياي ملك المجر.

## حياته

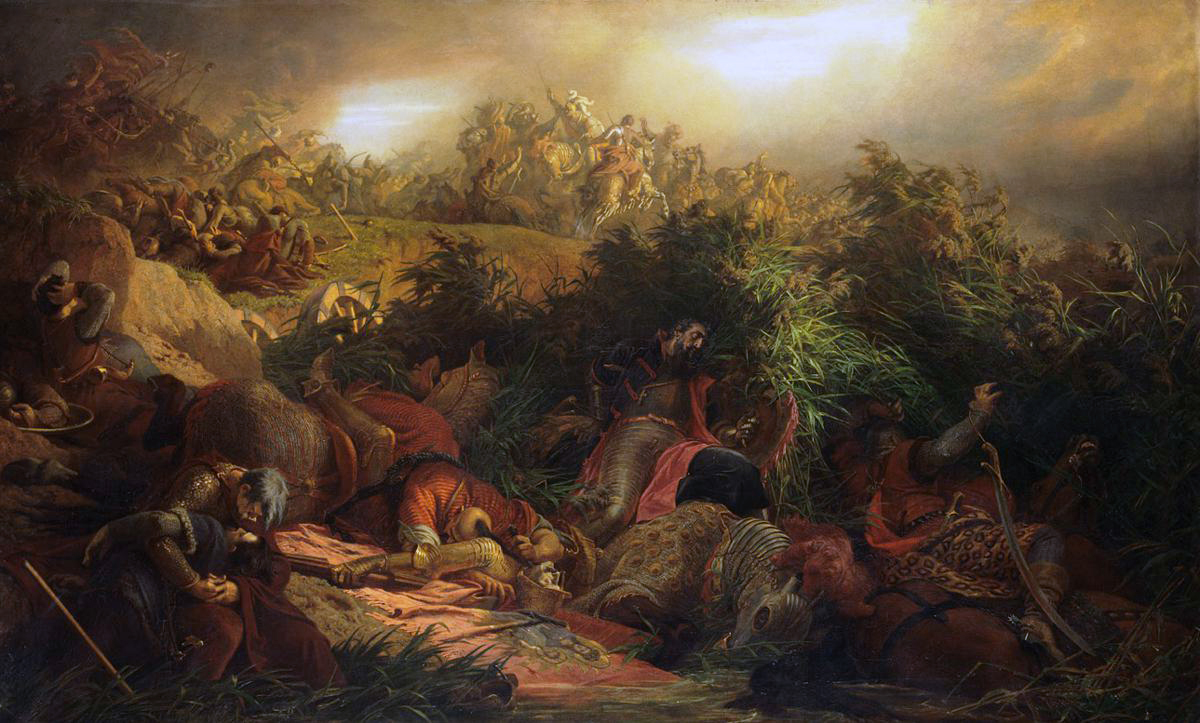
معركة موهاكس 1526م، وتُسمي في المجر "كارثة موهاكس، عندما اكتسح الجيش العثماني بقيادة السلطان سليمان القانوني جيوش المجر وحلفاءهم في ساعتين، وفر ملك المجر لويس الثاني ومات غريقا في المستنقعات تحت ثقل دروعه.

وُلِد جرجس سيريمي حوالي عام 1490م في بلدة في مدينة كامانتس (Kamánc)، واسمها الحالي: "سريمسكا كامينيكا" (Sremska Kamenica) الواقعة في مقاطعة سريم (Szerém)، حيث كان والده في خدمة الأمير يوحنا كورڤين (Corvin János).

### تعليمه
تلقّى تعليمه الدراسي في مدينة غيولا (Gyula).

### قسيساً
وبعد سيامته كاهنًا، أصبح في البداية قسيسًا بلاطيًا للأسقف فيرينك پيريني (Perényi Ferenc) في مدينة ڤاراد (Várad). وبحلول عام 1520م، كان قد التحق بالبلاط الملكي في بودا، وفي عام 1521م، اصطحبه باثوري إندره (Báthory Endre)، قائد الجنود النهريين، إلى نهر الدانوب الأدنى.
في شتاء 1522م، بقي جرجس سيريمي في مقاطعة سريم بصفته قسيسًا ليعقوب بانفي (Bánffy Jakab). وبعد عودته إلى بودا، واصل عمله كقسيس في البلاط الملكي.
بين عامي 1523م و1526م، تولّى منصب قسيس كنائسي (كانوني) في مدينة أراد، لكن بحلول وقت معركة موهاكس 1526م عاد إلى البلاط الملكي، وبعد المعركة فرّ إلى مدينة كوشيتسه (Košice)، ومنها توجّه إلى البرلمان الوطني في توكاج (tokaji) (وهي حاليا في سلوفاكيا)، حيث عينه ملك المجر الجديد يوحنا زاپولياي قسيسًا له.

### في بلاطيوحنا زاپولياي
ومنذ ذلك الحين، بقي في أغلب الأحيان إلى جانب الملك الجديد يوحنا زاپولياي يشاركه الأفراح والأحزان:
1. فكان حاضرًا في البرلمان الذي اختار الملك وتوّجه في سيكشفهيرفار،
2. وفي معركة سينا (szinai)،
3. وفي فترات اختباء يوحنا زاپولياي في بولندا،
4. ثم عاد معه إلى معسكر السلطان سليمان القانوني في موهاكس،
5. كما كان في بودا أثناء الحصار في خريف 1530م،
6. وفي عام 1532م ضمن الجيش الذي كان يحاصر إسترغوم،
7. وفي ڤاراد سنة 1534م،
8. وكان موجودًا أيضًا في حصار وفتح بودا عام 1541م، عندما فتحها السلطان سليمان القانوني.

### كتابة مذكراته
ثم ذهب بعد ذلك مع الملكة المجرية إيزابيلا ياغيلون إلى ترانسلڤانيا وهناك كتب مذكراته عن انحدار المجر، ويُرجّح أنه قام بذلك بتحفيز من المؤرخ أنتال ڤيرانكسيكس (Verancsics Antal)، رئيس شمامسة ترانسلفانيا.
العنوان اللاتيني لعمله هو: Epistola de perdicione regni Hungarorum أي: "رسالة حول سقوط مملكة المجر". يبدأ في عام 1484م (أو بالأدق 1456م) ويمتد حتى عام 1543م. وقد نُشر في المجلد الأول من سلسلة "أكاديمية الآثار" (Monumenta Academiae). وقام بتحقيقه غوستاف ڤنتسل (Wenzel Gusztáv)، انطلاقًا من نسخة من القرن السادس عشر محفوظة في المكتبة الإمبراطورية في فيينا. لا. من نسخة في .
ورغم أن عمله يجب استخدامه بحذر نقدي، إلا أنه يحتوي على ملاحظات ذات قيمة كبيرة تعكس خصائص تلك الحقبة وشخصياتها، كما يُعد لسان حال الرأي العام الشعبي في ذلك الوقت.
يجب أن يُعامل عمله بقدر كبير من النقد، لكنه يحتوي على ملاحظات مميزة جدًا للعصر والشخصيات، وهو مترجم للرأي العام الشعبي.

## وفاته
في عام 1548م تم تسجيله ضمن طلاب جامعة فيينا. ويُحتمل أنه تُوفي بوقت ما بعد ذلك.

## أعماله الأخرى
- مذكرات جرجس سيريمي عن انحدار المجر 1484م-1543م، حررها للنشر: وينزل غوستاف، أكاديمية بيشت، 1857م، ( مذكرات تاريخية مجرية، الفئة الثانية: كتاب).
- بيانات تاريخية من مذكرات جرجس سيريمي حول إبادة أحفاد الملك ماتياس كورڤين، ودفن الأمراء الوطنيين في جيولا، ووفاة الملك لويس الثاني. حول اغتيال الملك لويس ملك المجر ، تم تحريره وترجمته ونشره بواسطة: يانوش موجوروشي الأب، بيكش غيولا، 1882م.
- عصر كارثة موهاج، ترجمة لازلو إرديلي، إيجنبرجر، بودابست، 1941م ( لازلو إرديلي، جرجس سيريمي: موهاج).
- حول انحدار المجر ؛ تمت الترجمة بواسطة لازلو إرديلي. إعادة العمل. لاسلو جوهاسز، متدرب. ، ملحوظة. جورج سزيكيلي؛ الهليكون المجري، بودابست، 1961م، ( Monumenta Hungarica).
- من مذكرات جرجس سيريمي مختارة ومع خاتمة كتبها إيمري بوري، المنتدى، أويفيديك، 1996م، ( الأحجار).

## مزيد من المعلومات
- Magyar katolikus lexikon I–XVII. Főszerk. Diós István; szerk. Viczián János. Budapest: Szent István Társulat. 1993–2014.  ISBN 963-361-626-3
- Magyar életrajzi lexikon I–IV. Főszerk. Kenyeres Ágnes. Budapest: Akadémiai.   1967–1994.
- Szinnyei József: Magyar írók élete és munkái I–XIV. Budapest: Hornyánszky. 1891–1914.
- Erdélyi László: Szerémi György és emlékirata. Történelmi forrástanulmány, Franklin Nyomda, Budapest, 1892
- Vid V. Jeromos: Szerémi György emlékiratának művelődéstörténeti adatai, Stephaneum Nyomda,  Budapest,, 1910 (Művelődéstörténeti értekezések)
- Csorba Dávid: Mohács – egy "mesemondó" szemével – Emlékezeti rétegek Szerémi György Epistolájában, Móricz Zsigmond Kulturális Egyesület, Nyíregyháza, 2012, (Modus hodiernus)
- Dudás Gyula: Szerémi György emlékirata. Történetkútfő-tanulmány, Thurzó Lajos Művelődési-Oktatási Központ–Vajdasági Magyar Művelődési Intézet, Zenta, 2016